# Revoluția din Yemen
Revoluția Yemenită sau Revoluția din Yemen din 2011 (intifada), cunoscută și drept Revoluția Cafelei sau Revoluția Yemenită a Demnității, a urmat etapele inițiale ale Revoluției Tunisiene și a avut loc simultan cu Revoluția egipteană din 2011 și alte proteste din Primăvara arabă. În faza inițială, protestele din Yemen au fost inițial împotriva șomajului, a condițiilor economice proaste și a corupției, precum și împotriva propunerilor guvernului de modificare a constituției Yemenului. Cererile protestatarilor s-au extins apoi la apeluri pentru demisia președintelui yemenit Ali Abdullah Saleh. Dezertările în masă din cadrul armatei, precum și din cadrul guvernului lui Saleh, au făcut ca o mare parte din țară să nu se mai afle sub controlul guvernului, iar protestatarii au jurat să-i sfideze autoritatea.
Peste 16.000 de protestatari s-au adunat în Sanaʽa, capitala Yemenului, la 27 ianuarie. Pe 2 februarie, Saleh a anunțat că nu va candida la alegerile din 2013 și că nu va ceda puterea fiului său. La 3 februarie, 20.000 de oameni au protestat împotriva guvernului din capitală, în timp ce alții au protestat la Aden, un oraș portuar din sudul țării, într-o „Zi a furiei” solicitată de Tawakel Karman, în timp ce soldații, membrii înarmați ai Congresului General al Poporului și mulți protestatari au organizat o manifestare pro-guvernamentală în Sanaʽa. Într-o „Vineri a furiei” (18 februarie), zeci de mii de yemeniți au participat la demonstrații anti-guvernamentale în Taiz, Sanaʽa și Aden. În „Vinerea fără de întoarcere” din 11 martie, protestatarii au cerut expulzarea lui Saleh din Sanaʽa, miting la care au murit trei persoane. Au fost organizate mai multe proteste în alte orașe, inclusiv în Mukalla, unde o persoană a fost ucisă. La 18 martie s-au tras focuri de armă asupra protestatarilor din Sana'a, ceea ce a provocat 52 de decese și a culminat în cele din urmă cu dezertări în masă și demisii.
Începând cu sfârșitul lunii aprilie, Saleh a fost de acord cu un acord intermediat de Consiliul de Cooperare al Golfului, doar pentru a se răzgândi cu numai câteva ore înainte de semnarea acordului, de trei ori. După a treia oară, pe 22 mai, CCG a declarat că își suspendă eforturile de mediere în Yemen. La 23 mai, la o zi după ce Saleh a refuzat să semneze acordul de tranziție, șeicul Sadiq al-Ahmar, șeful federației tribale Hașid, unul dintre cele mai puternice triburi din țară, a declarat sprijin pentru opoziție, susținătorii săi armați intrând în conflict cu forțele de securitate loialiste din capitală. Au urmat lupte grele pe străzi, care au inclus artilerie și bombardament de mortar. Saleh și alți câțiva au fost răniți și cel puțin cinci persoane au fost ucise de un bombardament din 3 iunie asupra complexului prezidențial, când o explozie a distrus o moschee folosită de oficiali guvernamentali de nivel înalt pentru serviciile religioase. Rapoartele au intrat în conflict cu privire la cauza atacului, și anume dacă atacul a fost cauzat de bombardamente sau de o bombă plantată. A doua zi, vicepreședintele Abdrabbuh Mansur Hadi a preluat funcția de președinte interimar în timp ce Saleh a zburat în Arabia Saudită pentru a beneficia de tratament medical. Mulțimile au celebrat transferul de putere al lui Saleh, dar oficialii yemeniți au insistat că absența lui Saleh este temporară și el se va întoarce în curând în Yemen pentru a-și relua atribuțiile de serviciu.
La începutul lunii iulie, guvernul a respins cererile opoziției, inclusiv formarea unui consiliu de tranziție cu scopul de a transfera formal puterea de la actuala administrație la un guvern interimar destinat supravegherii primelor alegeri democratice din Yemen. Ca răspuns, facțiunile opoziției au anunțat formarea propriului consiliu de tranziție cu 17 membri pe 16 iulie, deși partidele din coaliție care au funcționat ca umbrelă pentru multe dintre grupurile de opoziție yemenite în timpul revoltei au spus ulterior că acest consiliu nu le-a reprezentat cu adevărat și nu s-a potrivit cu „planul” lor pentru țară.
La 23 noiembrie, Saleh a semnat un acord de transfer al puterii intermediat de Consiliul de Cooperare al Golfului din Riad, prin care își transfera puterea vicepreședintelui său, Abdrabbuh Mansur Hadi, în termen de 30 de zile și își va părăsi postul de președinte până la februarie 2012, în schimbul imunității de urmărire penală. Deși acordul CCG-ului a fost acceptat de JMP, acesta a fost respins de mulți dintre protestatari și de houtiți. La 21 februarie 2012 au avut loc alegeri prezidențiale în Yemen, iar Hadi a candidat fără oponenți. Un raport susține că alegerile au avut o participare de 65%. Hadi a câștigat 99,8% din voturi. Hadi a depus jurământul în Parlamentul Yemenit la 25 februarie 2012. Saleh s-a întors în țară în aceeași zi pentru a participa la inaugurarea lui Hadi. După luni de proteste, Saleh a demisionat din poziția de președinte și a transferat oficial puterea succesorului său, marcând sfârșitul domniei sale de 33 de ani.

## Context
Yemenul are al patrulea cel mai scăzut indice de dezvoltare umană din Lumea Arabă după Sudan, Djibouti și Mauritania.
De asemenea, se confruntă cu un conflict cu al-Qaeda în Peninsula Arabică, precum și cu o revoltă secesionistă în Yemenul de Sud, care doresc să vadă vechia țară reconstituită. Există, de asemenea, o rebeliune șiită a rebelilor zaidiști, cunoscuți sub numele de houtiți.